# Eșalonul Special

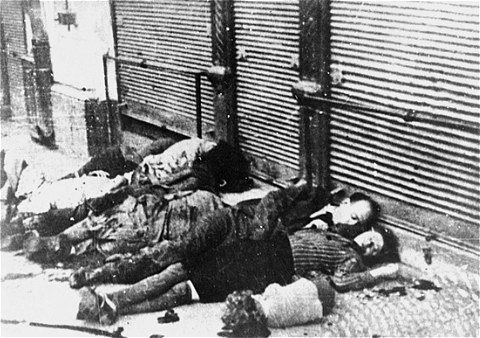
Evrei asasinați pe strada Vasile Conta din Iaşi în timpul Pogromului de la Iași din 1941

Eșalonul Special sau Eșalonul Operativ a fost o unitate militară română, care a fost înființată scurt timp înainte de  21 iunie 1941 cu misiunea de a apăra spatele frontului armatei române de spionaj, sabotaj și acțiuni teroriste.
Eșalonul Operativ a fost creat de Serviciul Special de Informații într-un format asemânător cu Einsatzgruppe și colabora cu unitățile germane. Eșalonul a fost trimis la Iași, unde a pregătit și a luat parte la Pogromul de la Iași. În continuare Eșalonul a trecut, împreună cu Armata 4 română, în Basarabia și a luat parte împreună cu unități germane Einsatzgruppe la execuții în masă de evrei.